# مبرهنة التكامل لكوشي
في الرياضيات وبالتحديد في التحليل المركب، مبرهنة التكامل لكوشي (بالإنجليزية: Cauchy's integral theorem)‏ أو مبرهنة كوشي-غورسات، هي مبرهنة مهمة تتعلق بتكامل المسارات لدى دالة تامة الشكل. سميت هذه المبرهنة هكذا نسبة إلى كل من أوغستين لوي كوشي وإيدوارد غورسات.

## النص
الصيغة على مناطق متصلة اتصالا بسيطا
ليكن {\displaystyle U\subseteq \mathbb {C} } فضاءا متصلا اتصالا بسيطا ومفتوحا، وليكن {\displaystyle f:U\to \mathbb {C} } دالة تامة الشكل. ليكن {\displaystyle \gamma :[a,b]\to U} منحنى مغلقا ناعما. إذن:
{\displaystyle \int _{\gamma }f(z)\,dz=0.}